# Lista de ex-empregados da Impact Wrestling (I–M)
A Total Nonstop Action Wrestling (TNA) é uma promoção de wrestling profissional localizada em Nashville, Tennessee. Ex-empregados da TNA incluem lutadores, managers, comentaristas, locutores, repórteres, árbitros, treinadores, roteiristas, executivos e diretores.
Os empregados recebem contratos de desenvolvimentos a décadas. Eles aparecem em programas de televisão da TNA, pay-per-views e eventos ao vivo. Outros também lutaram no antigo território de desenvolvimento da empresa, a Ohio Valley Wrestling (OVW). Aqueles que realizaram aparições sem contratos e aqueles que foram demitidos mas estão empregados hoje não foram incluídos.

## Ex-empregados

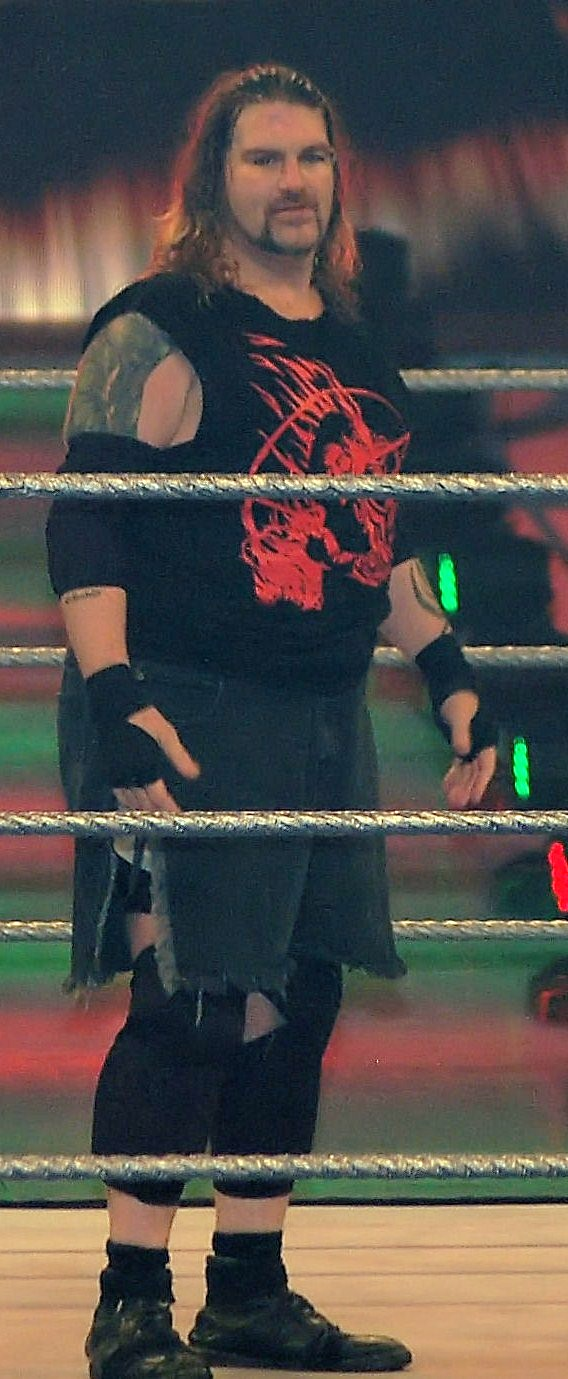
Balls Mahoney

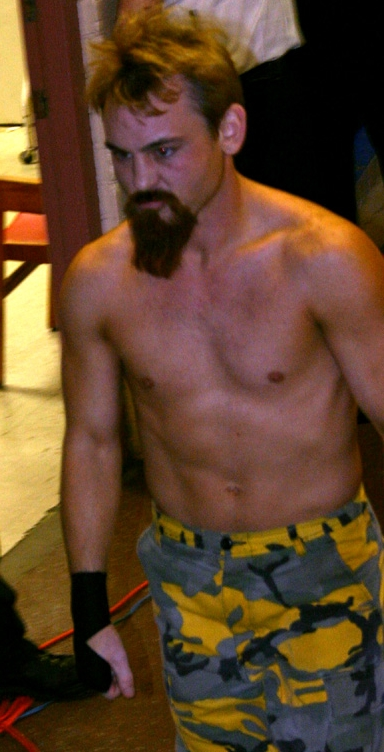
Brother Runt

(Esquerda para direita) Guido Maritato e Tony Mamaluke

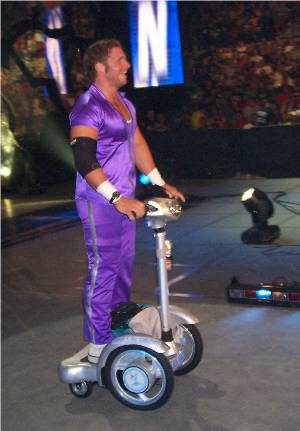
Hollywood Nova

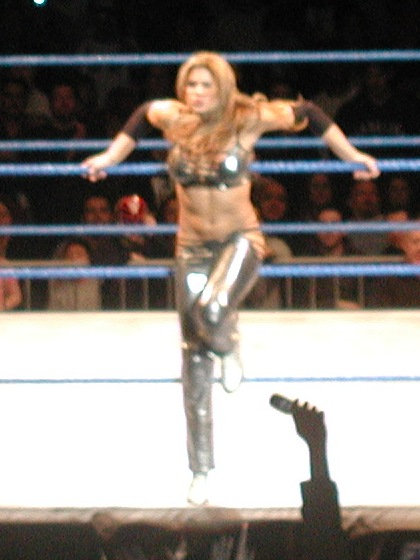
Jackie Gayda

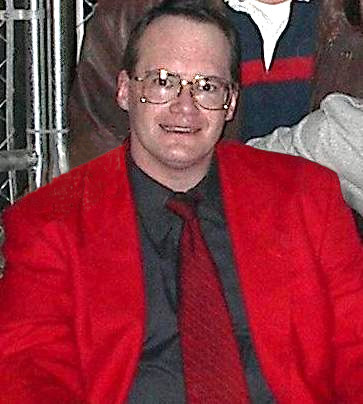
Jim Cornette

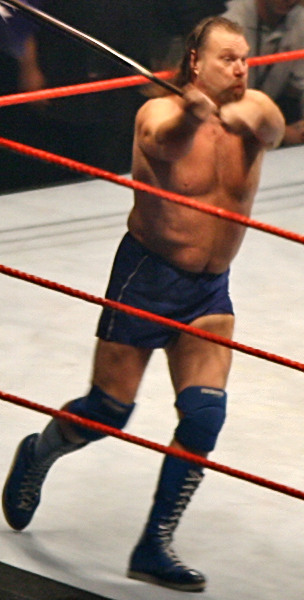
Jim Duggan

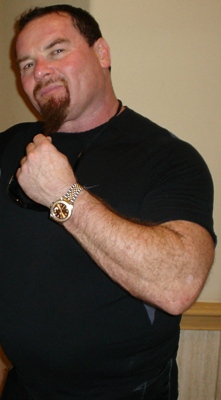
Jim Neidhart

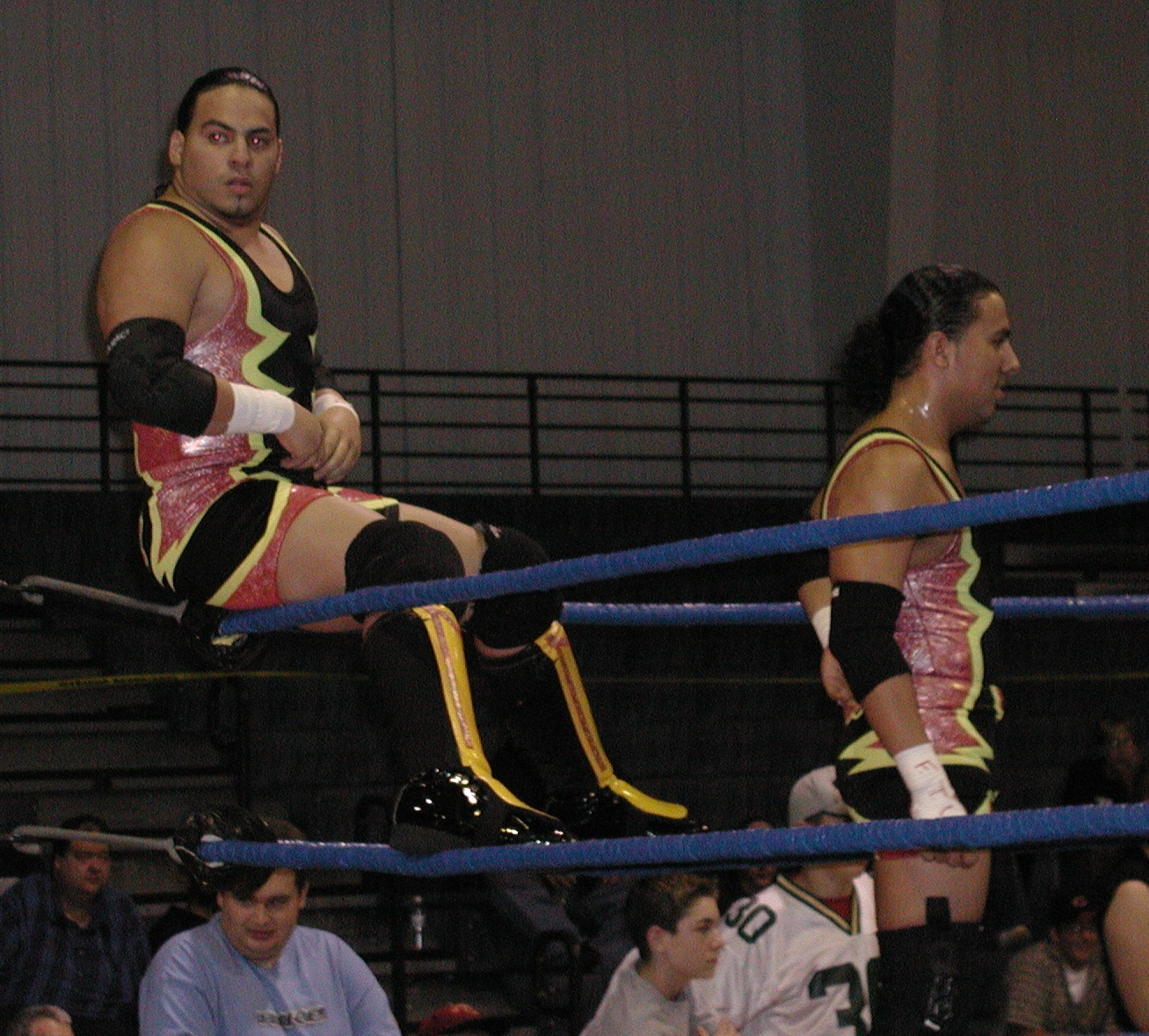
Jose e Joel Maximo

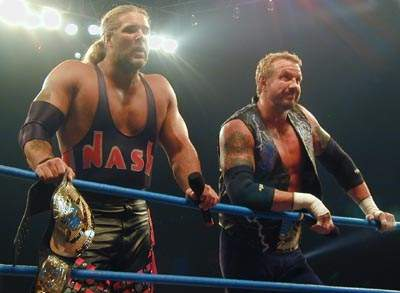
Diamond Dallas Page e Kevin Nash

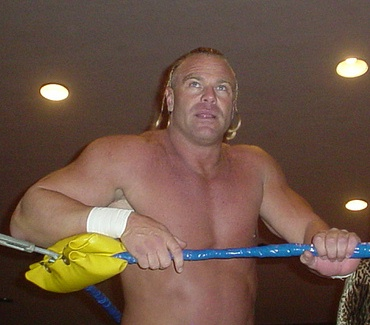
Kip James

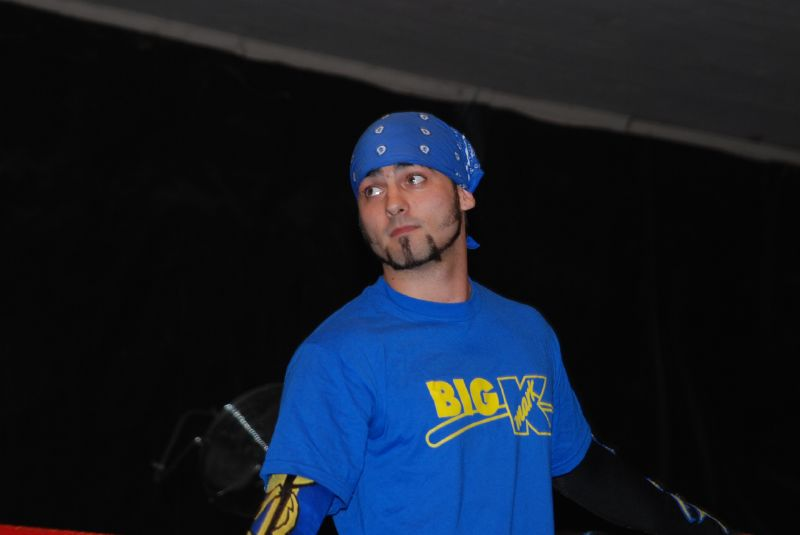
Kirby Mack

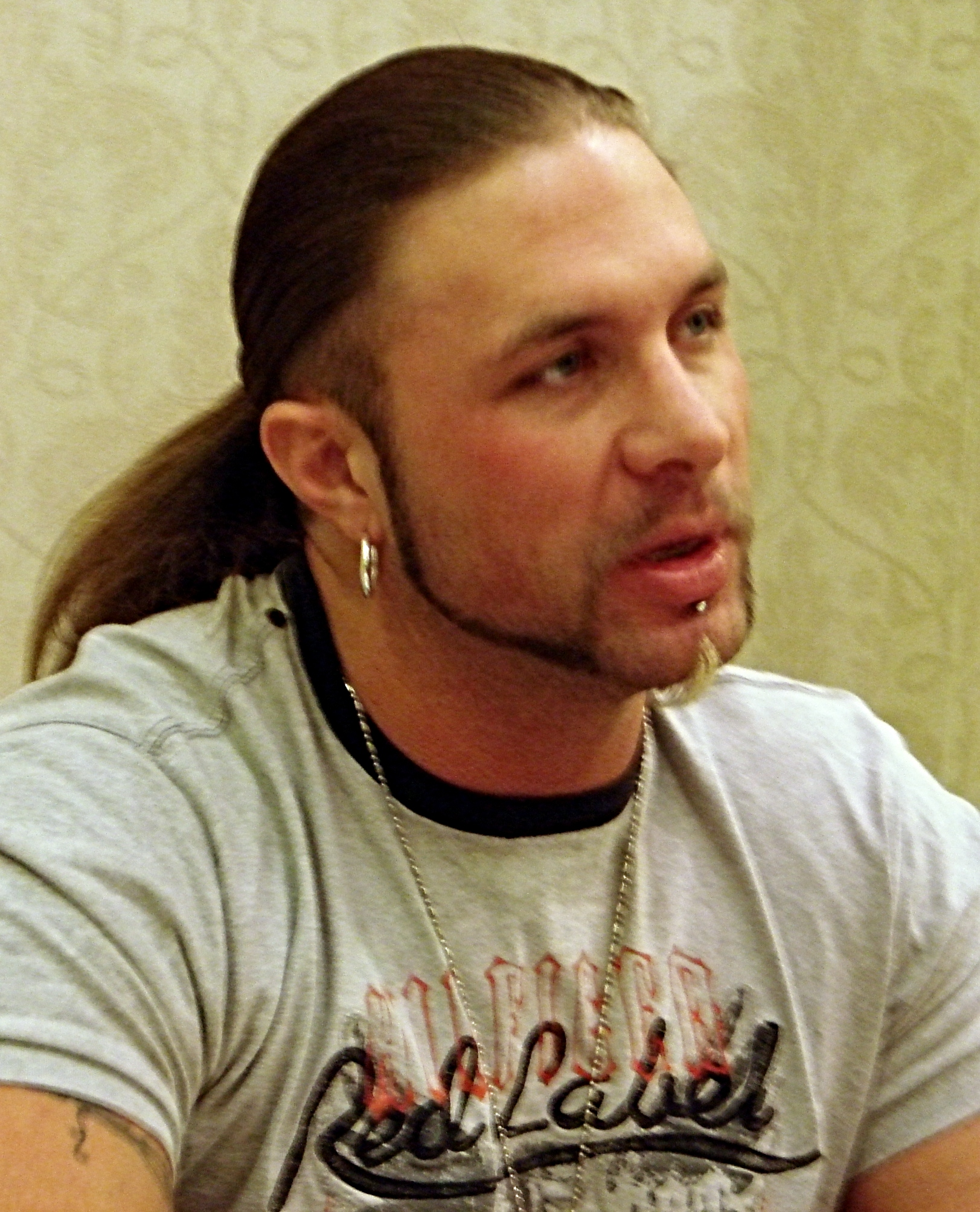
Lance Rock

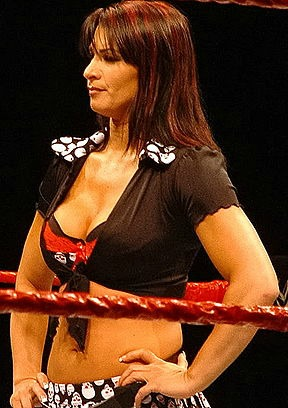
Tara

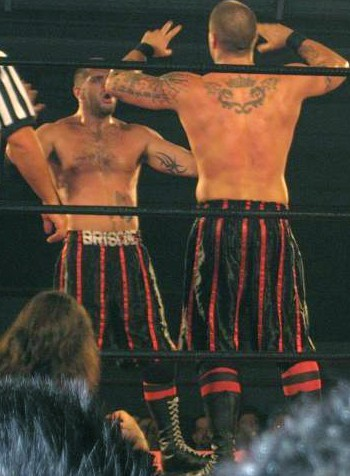
Mark e Jay Briscoe

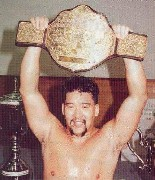
Masahiro Chono

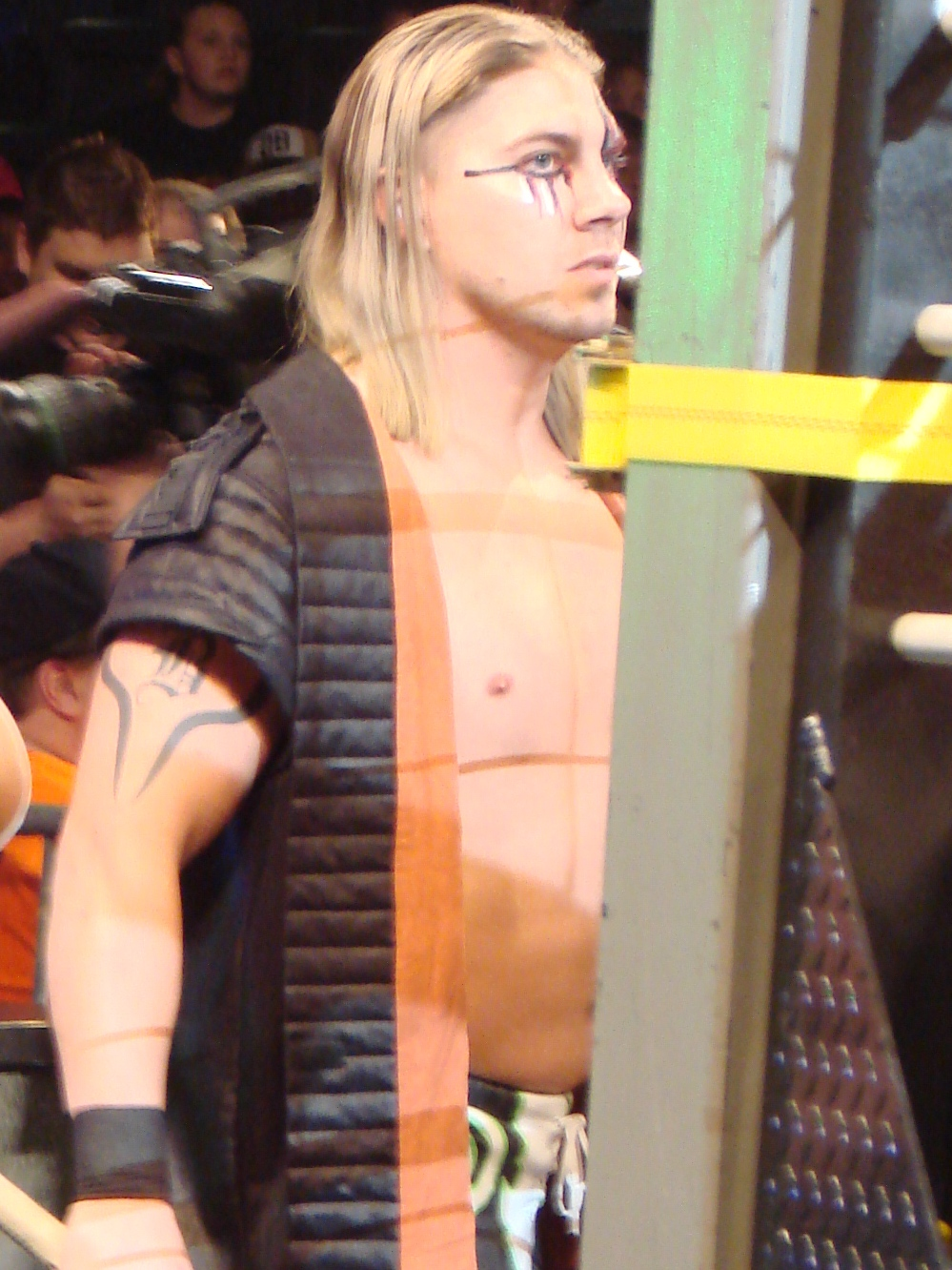
Matt Bentley

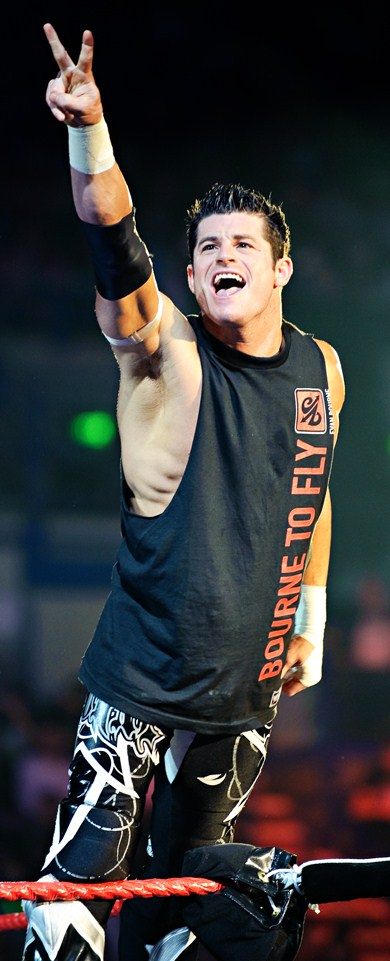
Matt Sydal

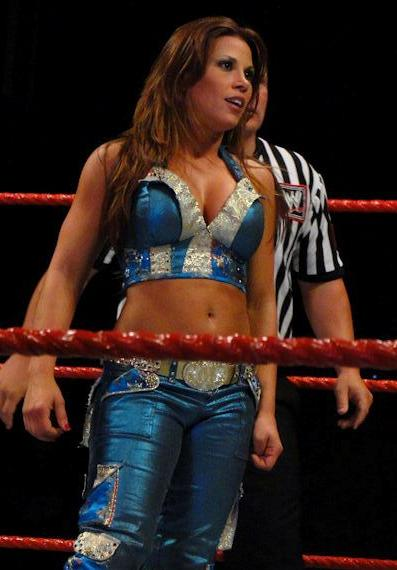
Mickie James

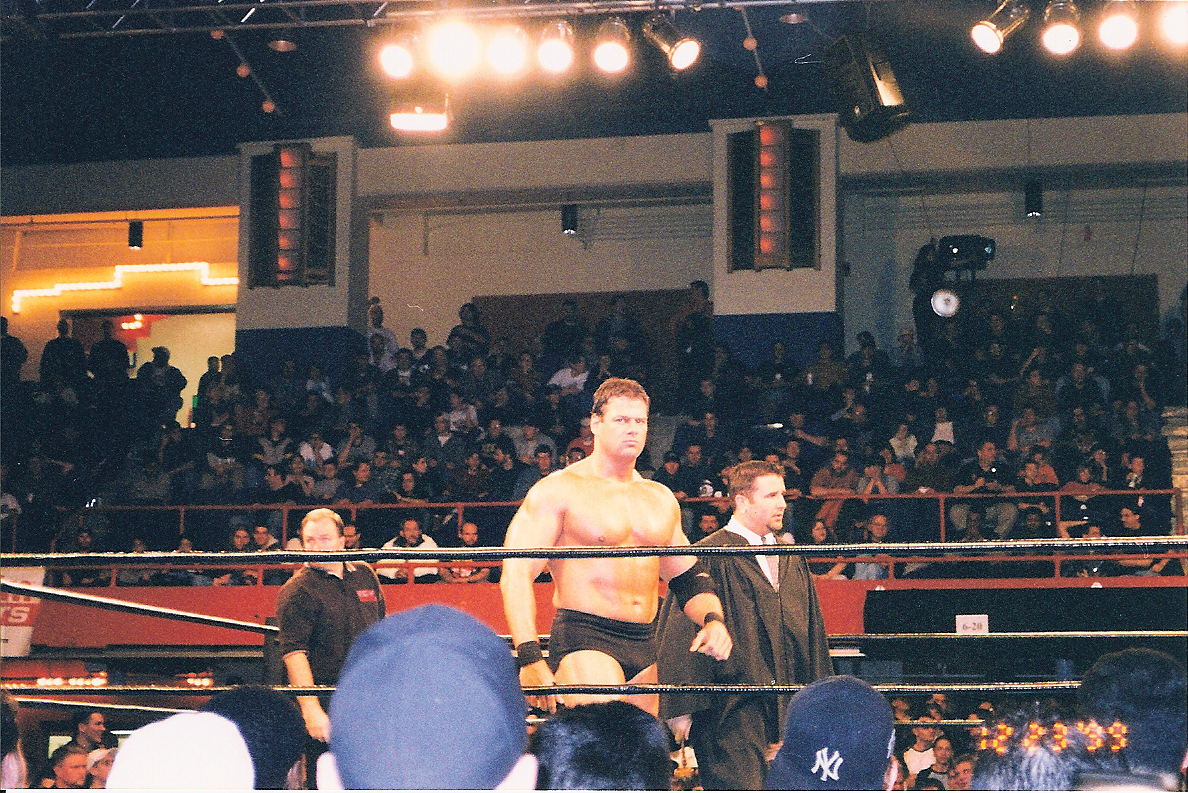
Mike Awesome

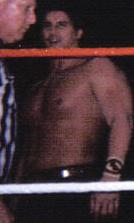
Mike Barton

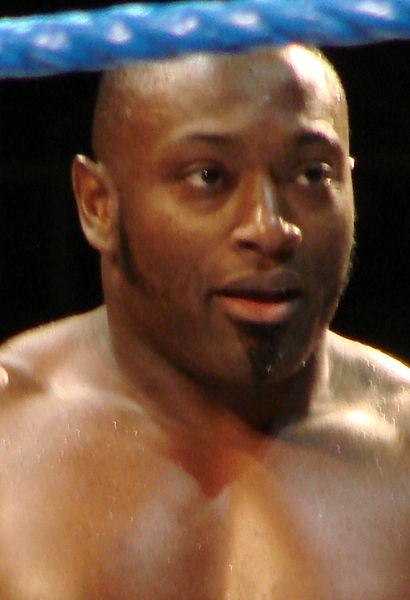
Monty Brown

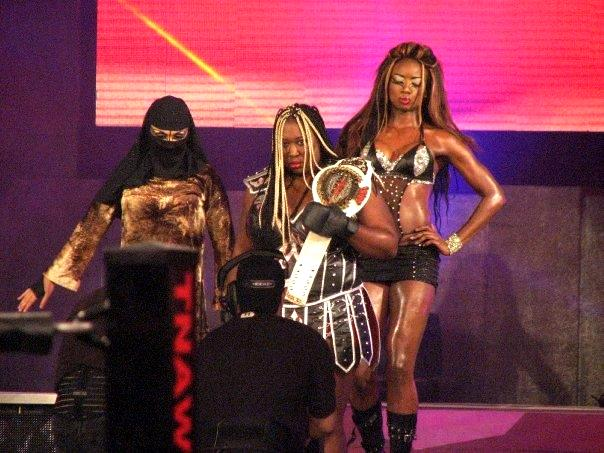
Esquerda para direita: Raisha Saeed, Awesome Kong, e Rhaka Khan

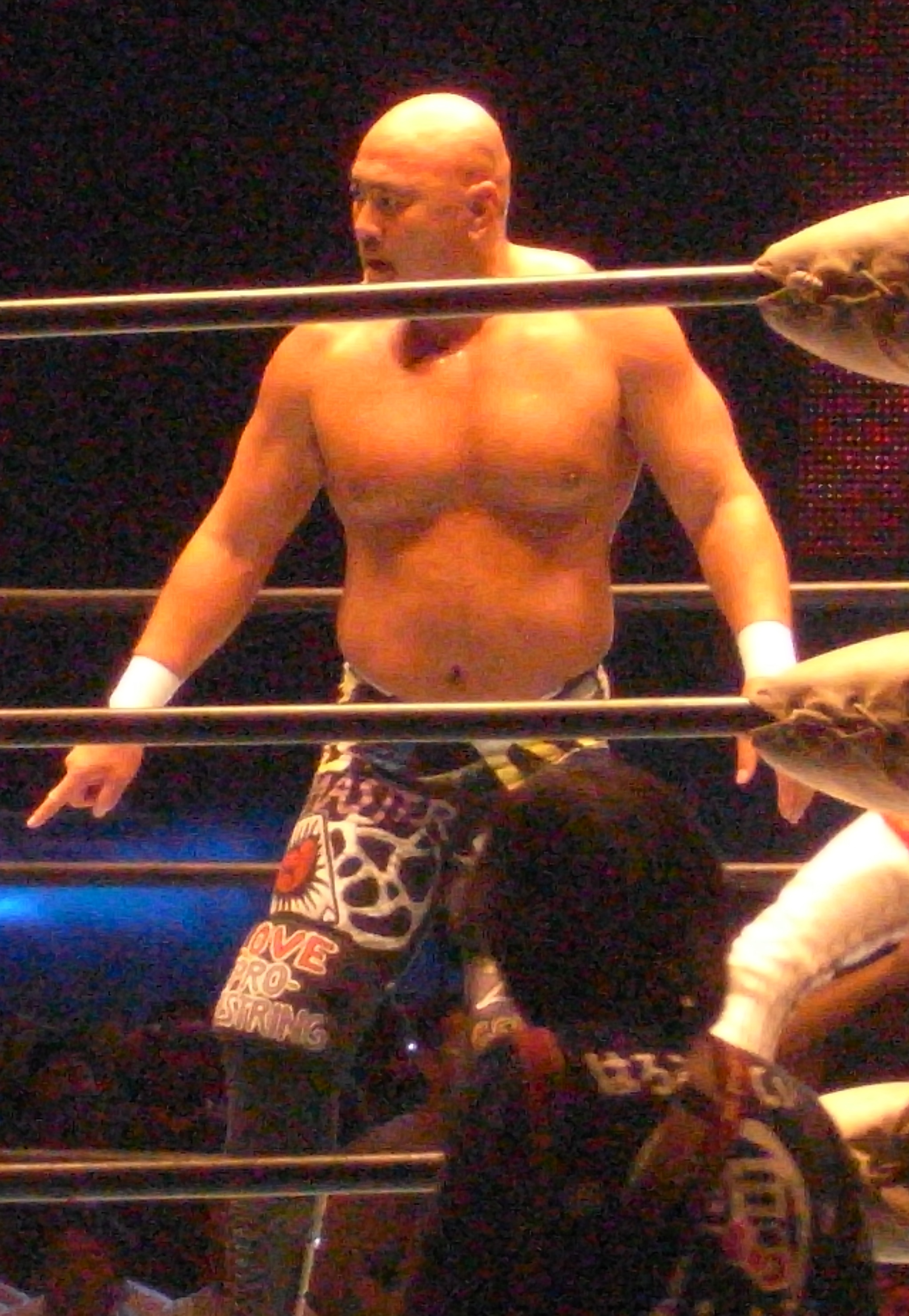
The Great Muta

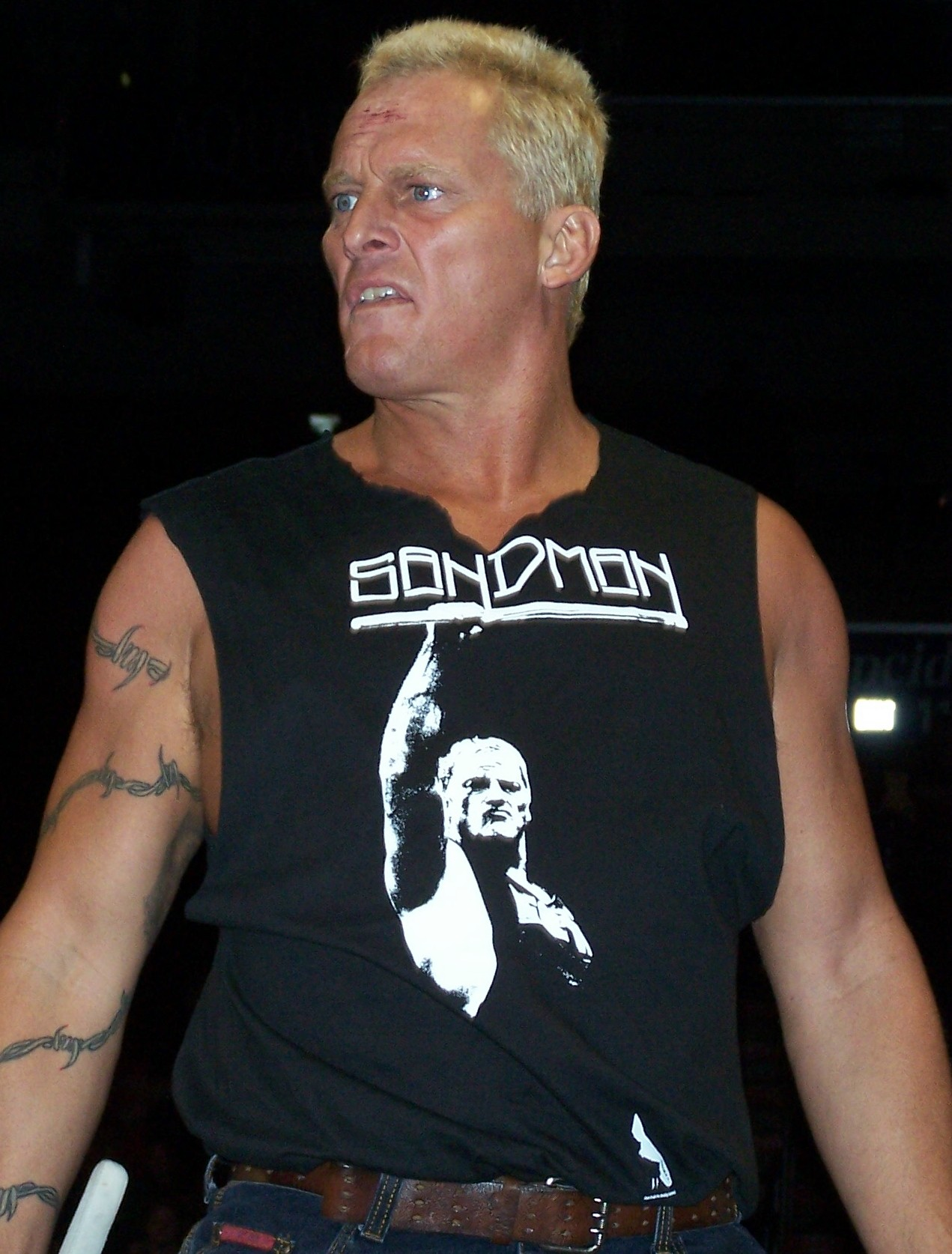
The Sandman

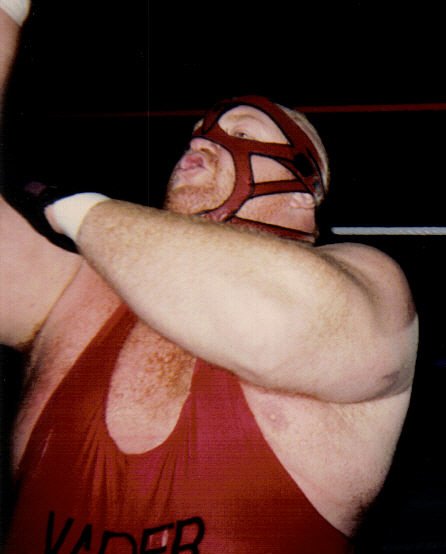
Vader

| Nome:                | Nome no ringue(s):                                                             | Passagem(ens):              | Notas:              |
| -------------------- | ------------------------------------------------------------------------------ | --------------------------- | ------------------- |
| Desconhecido         | Jacob O'Reilly                                                                 | 2004                        | [ 3 ]               |
| Desconhecido         | Jake Tarr                                                                      | 2011                        |                     |
| Desconhecido         | Jason Caparo                                                                   | 2004                        |                     |
| Desconhecido         | Jason Dubbins                                                                  | 2003                        | [ 3 ]               |
| Desconhecido         | Jay Freeze                                                                     | 2003                        | [ 3 ]               |
| Desconhecido         | Jay Rock                                                                       | 2004                        | [ 3 ]               |
| Desconhecido         | J.C. North                                                                     | 2003                        | [ 3 ]               |
| Desconhecido         | J.C. Wolf                                                                      | 2004                        | [ 3 ]               |
| Desconhecido         | Jeff Lewis                                                                     | 2004                        | [ 3 ]               |
| Desconhecido         | Jeff Watson                                                                    | 2006                        |                     |
| Desconhecido         | Jeremy V                                                                       | 2003 2004                   | [ 3 ]               |
| Desconhecido         | Jesus Barbosa                                                                  | 2011                        |                     |
| Desconhecido         | Joe Victory                                                                    | 2004                        |                     |
| Desconhecido         | Joey Corman                                                                    | 2004                        | [ 3 ]               |
| Desconhecido         | John Caterro                                                                   | 2004                        |                     |
| Desconhecido         | John McChesney                                                                 | 2003 2004                   | [ 3 ]               |
| Desconhecido         | Johnny Dotson                                                                  | 2004                        | [ 3 ]               |
| Desconhecido         | Johnny Harts                                                                   | 2003                        | [ 3 ]               |
| Desconhecido         | Johnnu Moss                                                                    | 2011                        |                     |
| Desconhecido         | Johnny Parks                                                                   | 2004                        | [ 3 ]               |
| Desconhecido         | Johnny Thunder                                                                 | 2003                        | [ 3 ]               |
| Desconhecido         | Josh Daniels                                                                   | 2003 2011                   | [ 3 ]               |
| Desconhecido         | J-Rocc                                                                         | 2003                        | [ 3 ]               |
| Desconhecido         | Justice                                                                        | 2002 2003                   | [ 3 ] [ 4 ]         |
| Desconhecido         | Justin Kage                                                                    | 2004                        |                     |
| Desconhecido         | Katie Kim                                                                      | 2008                        |                     |
| Desconhecido         | Kato                                                                           | 2003                        |                     |
| Desconhecido         | Kid Krazy                                                                      | 2002 2004                   | [ 3 ]               |
| Desconhecido         | Kid USA                                                                        | 2003                        | [ 3 ]               |
| Desconhecido         | Kory Williams                                                                  | 2002                        |                     |
| Desconhecido         | Kris Lewie                                                                     | 2012                        |                     |
| Desconhecido         | Kurt Jensen                                                                    | 2003                        | [ 3 ]               |
| Desconhecido         | Larry Valentine                                                                | 2002                        | [ 3 ]               |
| Desconhecido         | Leon Scott                                                                     | 2007                        |                     |
| Desconhecido         | Lince Dorado                                                                   | 2012                        |                     |
| Desconhecido         | Lonestar                                                                       | 2004                        | [ 3 ]               |
| Desconhecido         | Luther Jackson                                                                 | 2004                        |                     |
| Desconhecido         | Madison                                                                        | 2003                        |                     |
| Desconhecido         | Magno                                                                          | 2006                        |                     |
| Desconhecido         | Maid of Honor                                                                  | 2008                        | [ 5 ]               |
| Desconhecido         | Marco Cordova                                                                  | 2004                        |                     |
| Desconhecido         | Marcus Dillon                                                                  | 2004                        |                     |
| Desconhecido         | Mark Anthony                                                                   | 2004                        | [ 3 ]               |
| Desconhecido         | Mascarita Sagrada                                                              | 2004                        |                     |
| Desconhecido         | Matt Catalano                                                                  | 2004                        | [ 3 ]               |
| Desconhecido         | Matt Longtime                                                                  | 2003                        | [ 3 ]               |
| Desconhecido         | Matt Mayor                                                                     | 2004                        | [ 3 ]               |
| Desconhecido         | Matt Power                                                                     | 2004                        |                     |
| Desconhecido         | Matt Vandell                                                                   | 2003                        | [ 3 ]               |
| Desconhecido         | Maverick                                                                       | 2009                        |                     |
| Desconhecido         | The Mayor                                                                      | 2004                        | [ 3 ]               |
| Desconhecido         | Meatball                                                                       | 2002                        |                     |
| Desconhecido         | Mickey Doyle                                                                   | 2004                        |                     |
| Desconhecido         | Mini Pierroth                                                                  | 2004                        |                     |
| Desconhecido         | Midget Lethal                                                                  | 2007                        |                     |
| Desconhecido         | Midget Sabin                                                                   | 2007                        |                     |
| Desconhecido         | Midget Shelley                                                                 | 2007                        |                     |
| Desconhecido         | Mike Foxx                                                                      | 2003                        | [ 3 ]               |
| Desconhecido         | Mike Preston                                                                   | 2003                        | [ 3 ]               |
| Desconhecido         | Mike Youngblood                                                                | 2004                        | [ 3 ]               |
| Desconhecido         | Miss Holly Wood                                                                | 2003                        |                     |
| Desconhecido         | Mitsu Hirai Jr.                                                                | 2004                        |                     |
| Desconhecido         | Murder One                                                                     | 2002                        |                     |
| Ian Harrison         | Ian Harrison                                                                   | 2002                        | [ 6 ]               |
| Ian Hodgkinson       | Vampiro                                                                        | 2003–2004                   | [ 7 ]               |
| Ivelisse Vélez       | Ivelisse Vélez                                                                 | 2012                        |                     |
| Jacob Ortiz          | Tito Ortiz                                                                     | 2005                        | [ 8 ]               |
| Jacqueline Moore     | Jacqueline Jacqueline Moore Jackie Jackie Moore Miss Jacqueline Miss Tennessee | 2004, 2006, 2007-2009, 2011 |                     |
| Jack Miller          | Jack Evans                                                                     | 2004 2011                   |                     |
| Jackie Gayda         | Jackie Gayda                                                                   | 2005–2007                   | [ 9 ]               |
| Jacus Plisken        | Jaykus Plisken                                                                 | 2010                        |                     |
| Jamar Shipman        | Jay Lethal                                                                     | 2005-2011                   |                     |
| James Atkins         | James Mason                                                                    | 2004                        | [ 3 ]               |
| James Reiher, Sr.    | Jimmy Snuka                                                                    | 2004                        | [ 10 ]              |
| James Raschke        | Baron Von Raschke                                                              | 2010                        | [ 11 ]              |
| James Tilquist       | Big Tilly Rocco Big Rocco Blue Tilly                                           | 2005 2007 2009-2010         | [ 12 ]              |
| Jamie Dundee         | J.C. Ice                                                                       | 2003                        | [ 3 ]               |
| Jamie Tucker         | Jamie Tucker                                                                   | 2009-2010                   |                     |
| Jaime Dauncey        | Sirelda                                                                        | 2004 2005 2006              | [ 13 ]              |
| Jaime Lynne          | Lollipop                                                                       | 2003–2004                   |                     |
| Jamal Mustafa        | Mustafa Saed                                                                   | 2010                        | [ 12 ]              |
| James Guffey         | Jimmy Rave                                                                     | 2002–2004 2007–2009 2011    | [ 3 ] [ 14 ] [ 15 ] |
| James Harris         | Kamala                                                                         | 2008                        | [ 5 ]               |
| James Hasse          | J.T. Lightning                                                                 | 2004                        | [ 3 ]               |
| James Maritato       | Guido Maritato                                                                 | 2010                        | [ 12 ] [ 16 ]       |
| James Mitchell       | Father James Mitchell                                                          | 2002–2008                   | [ 17 ]              |
| James Morrison       | J.J. Dillon                                                                    | 2003                        |                     |
| James Sherwood       | Spyder                                                                         | 2003                        | [ 3 ]               |
| James Ware           | Koko B. Ware                                                                   | 2008                        | [ 5 ]               |
| James Watson         | Mikey Whipwreck                                                                | 2004                        |                     |
| James Yun            | Jimmy Yang                                                                     | 2002 2011                   | [ 18 ]              |
| Jamin Pugh           | Jay Briscoe                                                                    | 2002                        | [ 19 ]              |
| Jared Ganem          | Jamil Patel                                                                    | 2010                        | [ 20 ]              |
| Jared Steele         | Jared Steele                                                                   | 2003 2004                   | [ 3 ]               |
| Jason Broyles        | EZ Money Jason B.                                                              | 2002–2003                   | [ 3 ]               |
| Jason Calabrese      | Jason Static                                                                   | 2010                        |                     |
| Jason Cross          | Adam Jacobs                                                                    | 2002 2003                   | [ 3 ]               |
| Jason DellaGatta     | Jason Rumble                                                                   | 2003                        | [ 3 ]               |
| Jason Elliot         | Jason Riggs                                                                    | 2007                        |                     |
| Jason Porcaro        | Jason Porcaro                                                                  | 2003 2004                   | [ 3 ]               |
| Jason Reso           | Christian Cage Christian                                                       | 2005–2009                   | [ 21 ]              |
| Jason Seguine        | Buck Quartermain                                                               | 2004–2005 2006              |                     |
| Jason Spence         | Christian York                                                                 | 2002, 2012–2013             | [ 22 ]              |
| Jay Adams            | Eddie Venom                                                                    | 2004                        | [ 3 ]               |
| Jay Rios             | Marty Con Eduardo Rios Jose Rios Hose B Lopez                                  | 2010 2011 2012              | [ 23 ]              |
| Jeff Hammond         | Jeff Hammond                                                                   | 2003 2004 2005              | [ 24 ]              |
| Jeff Hardy           | Jeff Hardy                                                                     | 2004-2017                   |                     |
| Jeff Jarrett         | Jeff Jarrett                                                                   | 2002–2013                   | [ 25 ]              |
| Jenna Grattan        | Portia Perez                                                                   | 2008                        |                     |
| Jenna Morasca        | Jenna Morasca                                                                  | 2009                        |                     |
| Jennifer Blake       | Girl Dynamite                                                                  | 2010                        |                     |
| Jeremy Barron        | Dr. Heresy                                                                     | 2002                        | [ 3 ]               |
| Jeremy Boyd          | Slim J                                                                         | 2002                        |                     |
| Jerome Fleisch       | Jody Fleisch                                                                   | 2006                        |                     |
| Jerry Jarret, Sr.    | Jerry Jarrett                                                                  | 2002-2005                   |                     |
| Jerome Saganovich    | Jerry Sags Sags                                                                | 2010                        | [ 26 ]              |
| Jerome Young         | New Jack                                                                       | 2003 2010                   | [ 12 ] [ 27 ]       |
| Jerry Tuite†         | Malice                                                                         | 2002                        | [ 28 ]              |
| Jesse Neal           | Jesse Neal                                                                     | 2009-2011                   |                     |
| Jesse Sorensen       | Jesse Sorensen                                                                 | 2011–2013                   | [ 29 ]              |
| Jessica Shaw         | Jessica James                                                                  | 2007                        |                     |
| Jessie Ward          | Jessie Ward                                                                    | 2004–2007                   |                     |
| Jillian Hall         | Jillian Hall                                                                   | 2012                        |                     |
| Jim Cornette         | Jim Cornette                                                                   | 2006–2009                   | [ 30 ]              |
| Jim Duggan           | Jim Duggan                                                                     | 2003                        | [ 31 ]              |
| Jim Fullington       | The Sandman                                                                    | 2002–2003 2004 2010         | [ 12 ]              |
| Jim Miller           | Jim Miller                                                                     | 2002                        | [ 32 ]              |
| Jim Neidhart         | Jim Neidhart                                                                   | 2009                        | [ 33 ]              |
| Jimmy Hart           | Jimmy Hart                                                                     | 2003 2005 2010-2011         |                     |
| Joe Applebaumer      | Pogo The Clown                                                                 | 2003                        | [ 3 ]               |
| Joe Doering          | Joe Doering Vaughn Doring                                                      | 2005–2006                   |                     |
| Joe Hitchen          | Legend Joe E. Legend                                                           | 2002–2003                   | [ 34 ]              |
| Joel Gertner         | Joel Gertner                                                                   | 2002 2010                   | [ 4 ] [ 12 ]        |
| Joey Munoz           | Joey Idol Kaos                                                                 | 2002 2003                   | [ 3 ]               |
| John Devine          | Horace The Psychopath                                                          | 2003                        | [ 3 ]               |
| John Elliot          | Johnny Riggs                                                                   | 2007                        |                     |
| John Finegan         | John Finegan                                                                   | 2010                        | [ 12 ] [ 35 ]       |
| John Gargano         | Johnny Gargano                                                                 | 2009                        | [ 36 ]              |
| John Rivera          | Black Tiger IV                                                                 | 2006                        |                     |
| John Slaughter       | Johnny Slaughter                                                               | 2002–2003                   | [ 3 ]               |
| John Stagikas        | John Walters                                                                   | 2003                        |                     |
| Jon Bolen            | Jon Bolen                                                                      | 2005                        | [ 3 ]               |
| Jon Dalton           | Jonny Fairplay                                                                 | 2004–2005                   | [ 37 ]              |
| Jonah Adelman        | Jonah Adelman Jonah                                                            | 2003                        |                     |
| Jonathan Davis II    | Axis                                                                           | 2003                        | [ 3 ]               |
| Jonathan Figueroa    | Amazing Red Sangriento                                                         | 2002-2005 2009–2011         |                     |
| Jonathan Rechner     | Balls Mahoney Kahoneys                                                         | 2004 2008 2009 2010         | [ 12 ] [ 38 ]       |
| Jonathan Whitcombe   | Jonny Storm                                                                    | 2003                        | [ 3 ] [ 39 ]        |
| Joni Horn            | Joni Horn Priscilla Miss Joni                                                  | 2002                        | [ 4 ]               |
| John Damon           | Johnny Damon                                                                   | 2005                        |                     |
| John Hugger          | Rellik                                                                         | 2007–2008                   | [ 40 ]              |
| Jonathan Cruz        | Ben Dejo José Lopez                                                            | 2010 2011 2012              | [ 23 ]              |
| Jonathan Curtis      | Johnny Curtis                                                                  | 2003 2004                   | [ 3 ]               |
| John Jirus           | Xavier                                                                         | 2003 2010                   | [ 3 ]               |
| John LeRoux          | Lash LeRoux                                                                    | 2002 2004                   | [ 4 ] [ 41 ]        |
| John Parsonage       | Johnny Devine Havok                                                            | 2004 2006–2008              | [ 42 ]              |
| John Candito         | Johnny Candido                                                                 | 2005                        |                     |
| Johnny Kashmere      | Johnny Kashmere                                                                | 2002                        |                     |
| Jorge Arias          | Incognito                                                                      | 2006                        |                     |
| Jorge Moraza         | Jorge Estrada                                                                  | 2002–2003                   |                     |
| Jose Ruiz            | Negro Casas                                                                    | 2003                        |                     |
| Jose Seldano         | Mr. Aguila                                                                     | 2004                        |                     |
| José Luis Jair Soria | Shocker                                                                        | 2005–2006                   | [ 43 ]              |
| Joseph Bruce         | Violent J                                                                      | 2003–2004 2006 2008         | [ 44 ]              |
| Joseph Dorgan        | Johnny Swinger                                                                 | 2003-2005 2010              | [ 12 ]              |
| Johnny Rodriguez     | Johnny Rodz                                                                    | 2007                        |                     |
| Joseph James         | Bob Armstrong                                                                  | 2002 2005-2006              | [ 4 ]               |
| Joseph James, Jr.    | Scott Armstrong                                                                | 2002–2003                   |                     |
| Joseph Laurinaitis   | Animal                                                                         | 2002–2003 2007              |                     |
| Joseph Meehan        | Joey Ryan                                                                      | 2012–2013                   | [ 22 ]              |
| Joseph Nelson        | Chance Prophet                                                                 | 2003 2004                   | [ 3 ]               |
| Joseph Utsler        | Shaggy 2 Dope                                                                  | 2003–2004 2006 2008         | [ 44 ]              |
| Josette Bynum        | Sojournor Bolt Sojo Bolt Josie Robinson                                        | 2008–2009                   | [ 45 ]              |
| Joshua Diogo         | J.D. Escalade                                                                  | 2004                        | [ 3 ]               |
| Juan Rivera          | Savio Vega                                                                     | 2008–2010                   |                     |
| Julia Reilly         | Claire Lynch                                                                   | 2012                        |                     |
| Julio Ramirez        | Jose Maximo                                                                    | 2002–2003                   |                     |
| Kara Angle           | Kara Angle                                                                     | 2007                        |                     |
| Katarina Waters      | Winter                                                                         | 2010–2012                   |                     |
| Kazunari Nozawa      | Nosawa                                                                         | 2003 2004                   | [ 46 ]              |
| Kazuchika Okada      | Kazuchika Okada Okada Okato                                                    | 2010–2011                   |                     |
| Kazushi Miyamoto     | Miyamoto                                                                       | 2004                        |                     |
| Keiichi Yamada       | Jushin Liger                                                                   | 2005 2006                   | [ 47 ]              |
| Keiji Mutoh          | The Great Muta                                                                 | 2007                        | [ 48 ]              |
| Kelly Wolfe          | Wolfie D Slash                                                                 | 2002–2004                   | [ 4 ]               |
| Kelvin Ramirez       | Joel Maximo                                                                    | 2002–2003                   |                     |
| Ken Infante          | J.R. Ryder                                                                     | 2003 2004                   | [ 3 ]               |
| Ken Shamrock         | Ken Shamrock                                                                   | 2002 2004                   | [ 4 ] [ 49 ]        |
| Kenneth Doane        | Ken Phoenix Kid Phoenix Kenn Doane                                             | 2003 2004 2010              | [ 3 ]               |
| Kenzo Suzuki         | Kenzo Suzuki                                                                   | 2003                        |                     |
| Kevin Canady         | Mad Man Pondo                                                                  | 2003                        | [ 3 ]               |
| Kevin Fertig         | Serpent                                                                        | 2009                        |                     |
| Kevin McDonald       | Kevin Matthews                                                                 | 2004                        | [ 3 ]               |
| Kevin Nash           | Kevin Nash Chet Lemon Dr. Nash                                                 | 2004-2010                   | [ 50 ]              |
| Kevin Northcutt      | Kevin Northcutt Kenny Northcutt                                                | 2003                        | [ 3 ]               |
| Kevin Sullivan       | Kevin Sullivan                                                                 | 2003                        |                     |
| Kia Stevens          | Amazing Kong Awesome Kong                                                      | 2007–2010                   | [ 51 ]              |
| Kim Couture          | Kim Couture                                                                    | 2009                        | [ 52 ]              |
| Kim Neilson          | Desire                                                                         | 2004                        | [ 53 ]              |
| Kimberly Davis       | Amber O'Neal                                                                   | 2006 2008 2009              |                     |
| Kimberly Whitehead   | Kimberly                                                                       | 2008                        |                     |
| Kirby Mack           | Kirby Mack                                                                     | 2006                        |                     |
| Kyle McNeely         | Onyx                                                                           | 2003 2004                   | [ 54 ]              |
| Kyle Vanden Bosch    | Kyle Vanden Bosch                                                              | 2007                        |                     |
| Kory Chavis          | Rainman Kory Chavis                                                            | 2002 2008                   | [ 55 ]              |
| Kristal Marshall     | Kristal Lashley                                                                | 2009–2010                   |                     |
| Lacey Adkisson       | Lacey Von Erich                                                                | 2009-2010                   | [ 56 ]              |
| Lance Hoyt           | Shadow Dallas Lance Hoyt Lance Rock                                            | 2004–2009                   | [ 57 ]              |
| Larry Booker†        | Moondog Spot                                                                   | 2003                        |                     |
| Lawrence Whistler    | Larry Zbyszko                                                                  | 2003–2006                   | [ 58 ]              |
| Lauren Brooke        | Lauren                                                                         | 2008–2009                   | [ 59 ]              |
| Lawrence Pfohl       | Lex Luger                                                                      | 2003 2004 2006              | [ 60 ]              |
| Leon White           | Vader                                                                          | 2003                        | [ 61 ]              |
| Leonard Carlson      | Lenny Lenny Lane                                                               | 2002                        | [ 62 ]              |
| Leticia Cline        | Leticia Cline                                                                  | 2006–2007                   | [ 63 ]              |
| Leva Bates           | Leva Bates                                                                     | 2008 2011 2012              |                     |
| Lindsay Hayward      | Isis the Amazon                                                                | 2011                        |                     |
| Lisa Marie Varon     | Tara                                                                           | 2009–2013                   | [ 64 ]              |
| Lorenzo Poppa        | Lorenzo Poppa                                                                  | 2003                        |                     |
| Lou Ferrigno         | Lou Ferrigno                                                                   | 2009                        | [ 65 ]              |
| Luis Almodovar       | Damian Adams                                                                   | 2003 2004                   | [ 3 ]               |
| Luther Biggs         | Disgraceland                                                                   | 2003                        | [ 66 ]              |
| Malia Hosaka         | Malia Hosaka                                                                   | 2003                        | [ 3 ]               |
| Manuel Partida       | Halloween                                                                      | 2003                        |                     |
| Marc Mero            | Johnny B. Badd                                                                 | 2004–2005                   | [ 67 ]              |
| Marcus Bagwell       | Buff Bagwell Marcus Bagwell                                                    | 2002–2003 2006              | [ 68 ]              |
| Marcus Davis         | Marcus Davis                                                                   | 2008                        | [ 69 ]              |
| Mark Haskins         | Mark Haskins                                                                   | 2011–2012                   |                     |
| Mark Johnson         | Slick Johnson                                                                  | 2002–2003 2005-2010         |                     |
| Mark Kyle            | Killer Kyle                                                                    | 2003                        | [ 3 ]               |
| Mark Pugh            | Mark Briscoe                                                                   | 2002                        | [ 19 ]              |
| Mark Stevens         | Mark Stevens Scott Hotshot                                                     | 2004                        | [ 3 ] [ 70 ]        |
| Mark Thompson        | John Saxon                                                                     | 2003 2004                   | [ 3 ]               |
| Martin Krcaj         | Truth Martini                                                                  | 2003                        |                     |
| Marty Lurie          | CE Vander Pyle                                                                 | 2006                        |                     |
| Mary-Kate Duignan    | Miss Betsy Rosie Lottalove Rosie                                               | 2010                        | [ 71 ]              |
| Masahiro Chono       | Masahiro Chono                                                                 | 2003                        |                     |
| Masao Inoue          | Masao Inoue                                                                    | 2004                        |                     |
| Masato Yoshino       | Masato Yoshino                                                                 | 2008                        |                     |
| Matt Barela          | Anarquia                                                                       | 2011–2012                   |                     |
| Matt Bentley         | Michael Shane Matt Bentley Martyr Maverick Matt                                | 2003–2007 2011              | [ 57 ]              |
| Matt Hardy           | Matt Hardy                                                                     | 2011                        |                     |
| Matt Hyson           | Brother Runt                                                                   | 2006–2007 2009 2010         | [ 12 ] [ 57 ]       |
| Matthew Hudgins      | Brandon P.                                                                     | 2003                        | [ 3 ]               |
| Matthew Kaye         | Matt Stryker                                                                   | 2003 2004                   | [ 3 ]               |
| Matthew Korklan      | Matt Sydal                                                                     | 2003 2004-2005              | [ 72 ]              |
| Matt Massie          | Matt Jackson Max Max Buck                                                      | 2009-2011                   |                     |
| Matt Morgan          | Matt Morgan                                                                    | 2007–2013                   | [ 73 ]              |
| Matt Polinsky        | Sterling James Keenan                                                          | 2011                        |                     |
| Melissa Anderson     | Alissa Flash Cheerleader Melissa Melissa Anderson Raisha Saeed                 | 2008–2010 2011              | [ 74 ]              |
| Melissa Wolfram      | Melissa Wolfram                                                                | 2008                        |                     |
| Mercedes Martinez    | Mercedes Martinez                                                              | 2003                        |                     |
| Michael Alfonso†     | Mike Awesome                                                                   | 2003                        | [ 75 ]              |
| Mike Kehner          | Mike Kehner                                                                    | 2010                        | [ 12 ]              |
| Mike Lockwood†       | Mad Mikey                                                                      | 2003                        | [ 76 ]              |
| Mike Polchlopek      | Mike Barton                                                                    | 2003                        | [ 77 ]              |
| Michael Altieri      | Mikey Batts                                                                    | 2004–2005                   | [ 78 ]              |
| Michael Boehne       | Eric Priest                                                                    | 2003                        | [ 3 ]               |
| Michael Bucci        | Hollywood Nova                                                                 | 2010                        | [ 12 ]              |
| Mike Christeas       | Python                                                                         | 2003                        | [ 3 ]               |
| Michael Posey        | Mike Posey                                                                     | 2004-2005 2009-2010 2011    |                     |
| Mike Kist            | Mikey Tenderfoot                                                               | 2003                        | [ 3 ]               |
| Mike Rapada          | Mike Rapada                                                                    | 2002                        | [ 79 ]              |
| Mike Sanders         | Mike Sanders                                                                   | 2003                        | [ 80 ]              |
| Mike Staples         | Cheex                                                                          | 2002                        | [ 4 ]               |
| Mike Shane           | Richard Johnson                                                                | 2002                        | [ 4 ]               |
| Michael Cariglio     | Michael Modest                                                                 | 2006                        | [ 3 ]               |
| Michael Cole         | Mikael Judas Murphy                                                            | 2004 2008 2010–2011         |                     |
| Michael Davis        | Michael Davis                                                                  | 2009                        | [ 81 ]              |
| Michael DePoli       | Roadkill                                                                       | 2003                        |                     |
| Michael Hegstrand†   | Hawk                                                                           | 2002–2003                   | [ 82 ]              |
| Michael Manna        | Dr. Stevie Dr. Stevie Richards Stevie Richards                                 | 2009-2011                   | [ 83 ]              |
| Michael Owens        | Flex                                                                           | 2002                        | [ 3 ]               |
| Michael Verdi†       | Trent Acid                                                                     | 2002                        |                     |
| Mick Foley           | Mick Foley                                                                     | 2008–2011                   |                     |
| Mickie Knuckles      | Moose Moose Knuckles                                                           | 2008                        | [ 5 ]               |
| Mickie James         | Alexis Laree Mickie James                                                      | 2002, 2003, 2010–2013       | [ 84 ]              |
| Minoru Tanaka        | Minoru Tanaka                                                                  | 2006                        |                     |
| Mitsunobu Kikuzawa   | Ebessan                                                                        | 2004                        |                     |
| Mohammed Shipman     | Mohammed                                                                       | 2010                        | [ 85 ]              |
| Monty Brown          | Monty Brown                                                                    | 2002 2004–2006              | [ 86 ]              |
| Monty Sopp           | Kip James Cute Kip The New Age Outlaw The Outlaw                               | 2005–2010                   | [ 52 ]              |
| Moon Shadow          | Goldy Locks                                                                    | 2002-2004                   | [ 87 ]              |
| Murray Happer        | Bo Dupp                                                                        | 2002                        | [ 4 ]               |

† Indica que o empregado é falecido.